# Голубицкаја
Голубицкаја (рус. Голубицкая) насељено је место руралног типа (станица) на југозападу европског дела Руске Федерације. Налази се у западном делу Краснодарске покрајине и административно припада њеном Темрјучком рејону.
Према подацима националне статистичке службе РФ за 2010, станица је имала 5.494 становника и била је пето по величини насеље у припадајућем рејону.

## Географија
Станица Голубицкаја се налази у западном делу Краснодарске покрајине. Лежи на уској превлаци, на северној обали Таманског полуострва, која раздваја Ахтанизовски лиман на југу од Темрјучког залива Азовског мора на северу, на неких 7 километара северозападно од административног центра рејона, града Темрјука. Највећи део насеља налази се на надморској висини од око 3 метра.
Стотињак метара од обале наспрам насеља налази се активни блатни вулкан, а западно од насеља је и блатни извор са јодно-бромним лековитим блатом.
Насеље је значајан туристички центар, а познато је и по бројним виноградима који су засађени у околини.

## Историја
Голубицки хутор је основан 1879. године, а име је добио у част извесног козачког официра Голубицког. Године 1917. добија садашњи назив и административни статус станице.

## Демографија
Према подацима са пописа становништва 2010. у селу је живело 5.083 становника, док је према проценама за 2017. број становника порастао на 5.494 житеља.
| 1989. | 2002. | 2010. | 2017. |
| ----- | ----- | ----- | ----- |
| [ 4 ] | 4.085 | 5.083 | 5.494 |